# Nana (mitología griega)
En la mitología griega, Nana (en griego, Νάνα / Nána) es una náyade hija del dios-río frigio Sangario, el río Sakarya localizado en el Asia Menor.
Quedó embarazada accidentalmente cuando le cayó una almendra en el regazo. El almendro había crecido en el lugar donde se había castrado el dios hermafrodita Agdistis. Nana tuvo un niño y lo abandonó, y fue atendido por un macho cabrío. El niño, Atis, creció muy hermoso y después fue servidor y consorte de Cibeles, la gran madre.